# Patate dell'alta valle Belbo

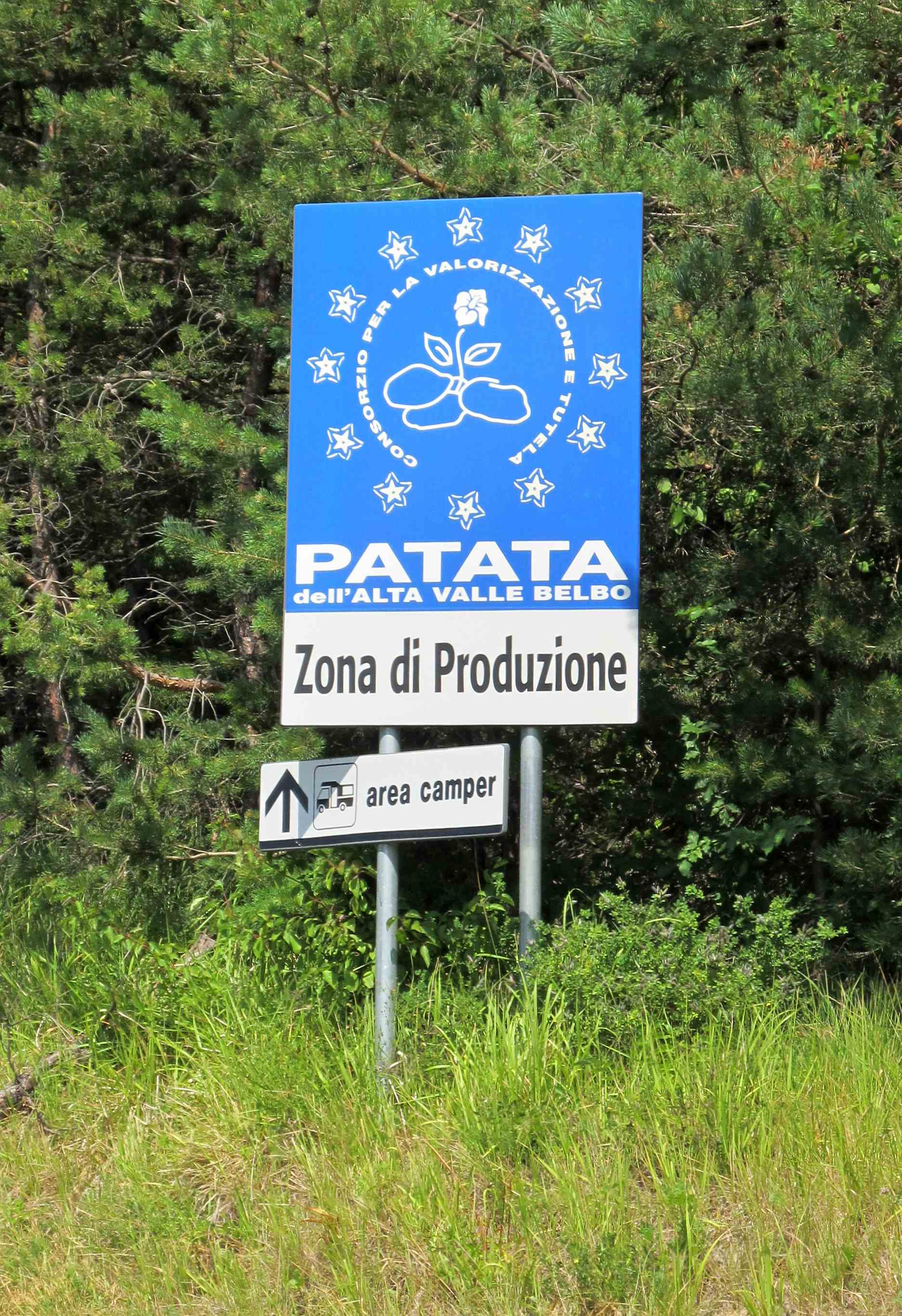
Panneau routier à Murazzano marquant la zone de production.

Les Patate dell'alta valle Belbo (pommes de terre de la haute vallée du Belbo), appelées aussi patate di Mombarcaro, sont une production de pommes de terre, typique de la vallée du Belbo (torrent affluent de rive droite du Tanaro), dans la province de Coni (Italie). Cette production  traditionnelle s'élève à environ 300 tonnes par an. Elle bénéficie d'une appellation au titre des « produits agroalimentaires traditionnels » italiens.

## Aire de production
La zone de production s'étend, entre 600 et 900 mètres d'altitude, dans le territoire des communes de Camerana, Mombarcaro, Montezemolo, Paroldo, Sale delle Langhe, Sale San Giovanni, ainsi que Bosia, Castellino Tanaro, Castino, Cravanzana, Feisoglio, Igliano, Marsaglia, Murazzano, Niella Belbo, Roascio, San Benedetto Belbo  et  Torresina (province de Coni).

## Variétés
Les variétés de pommes de terre principalement cultivées actuellement sont  les suivantes : 'Silvana', 'Finka' et 'Mozart'.

## Caractéristiques du produit
Du fait de l'absence d'irrigation, les tubercules ont une teneur en matière sèche relativement élevée.

## Utilisation
- Mélangée avec de la farine de sarrasin, c'est l'un des ingrédients de base de la polenta au sarrasin[2].

## Protection
Le « Consorzio per la valorizzazione e tutela delle patate dell'alta Valle Belbo » (consortium pour la valorisation et la protection des pommes de terre de la haute vallée du Belbo) a été constitué le 20 août 1998 à Mombarcaro. 
Ce consortium regroupe huit producteurs individuels, ainsi que la coopérative agricole 7 Vie del Belbo. Il est chargé d'assurer la protection, la promotion, le développement de la production et la commercialisation de ces pommes de terre.
Il organise chaque année à la mi-juillet une fête appelée Sagra della patata dell’alta valle Belbo à Mombarcaro.